# Ting Lam
Ting Lam es un deportista indonesio que compitió en taekwondo. Ganó una medalla de plata en los Juegos Asiáticos de 1986 en la categoría de –76 kg.

## Palmarés internacional
| Juegos Asiáticos | Juegos Asiáticos     | Juegos Asiáticos | Juegos Asiáticos |
| Año              | Lugar                | Medalla          | Categoría        |
| ---------------- | -------------------- | ---------------- | ---------------- |
| 1986             | Seúl (Corea del Sur) | Medalla de plata | –76 kg           |